# Cratere Ba'al
Ba'al è un cratere sulla superficie di Ganimede.